# Orobunus quadrispinosus
Orobunus quadrispinosus – gatunek kosarza z podrzędu Laniatores i rodziny Podoctidae. Jedyny znany przedstawiciel monotypowego rodzaju Orobunus.

## Występowanie
Gatunek jest endemiczny dla Australii.